# Modliszów
Modliszów (niem. Hohgiersdorf) – wieś w Polsce położona w województwie dolnośląskim, w powiecie świdnickim, w gminie Świdnica. Część wsi nosiła nazwę Gołębnik (niem. Taubenberg).

## Podział administracyjny
W latach 1975–1998 miejscowość administracyjnie należała do województwa wałbrzyskiego. 

## Zabytki
Do wojewódzkiego rejestru zabytków wpisany jest:
- kościół filialny pw. św. Bartłomieja, z XV w., XIX w.